# Elacatis lyncca
Elacatis lyncca là một loài bọ cánh cứng trong họ Salpingidae. Loài này được Pascoe miêu tả khoa học năm 1871.